# William Berkeley, 4. Baron Berkeley of Stratton
William Berkeley, 4. Baron Berkeley of Stratton PC († 14. März 1741) war ein britischer Peer und Politiker.

## Leben
Er war der dritte und jüngste Sohn des John Berkeley, 1. Baron Berkeley of Stratton († 1678), aus dessen Ehe mit Christian Gayer († 1698).
1696 wurde er Mitglied des Privy Council für Irland und wurde zum Master of the Rolls für Irland ernannt und hatte dieses Amt bis 1731 inne. 
Da seine beiden älteren Brüder Charles Berkeley, 2. Baron Berkeley of Stratton (1662–1681) und John Berkeley, 3. Baron Berkeley of Stratton (um 1663–1697) beide kinderlos vor ihm starben, erbte er beim Tod des Letzteren im Februar 1697 dessen Adelstitel als 4. Baron Berkeley of Stratton. Er wurde dadurch Mitglied des englischen, später britischen House of Lords.
1710 wurde er auch ins Privy Council für Großbritannien aufgenommen und hatte von 1710 bis 1714 das Amt des Chancellor of the Duchy of Lancaster inne. Von 1714 bis 1715 übte er das Amt des First Lord of Trade and the Plantations aus.
Als er 1773 starb, erbte sein ältester Sohn John seinen Adelstitel. Er wurde in Bruton, nahe seinem Familiensitz Bruton Abbey in Somerset, bestattet.

## Ehe und Nachkommen
Er heiratete Frances Temple († 1707), die Schwester der Gattin seines Bruders John, sowie des Henry Temple, 1. Viscount Palmerston, und jüngste Tochter des Sir John Temple, Speaker des Irish House of Commons. Mit ihr hatte er drei Söhne und vier Töchter:
- John Berkeley, 5. Baron Berkeley of Stratton (1697–1773), ⚭ Elizabeth;
- Hon. William Berkeley († 1733), Captain der Royal Navy;
- Hon. Charles Berkeley (1701–1765), Gutsherr von Bruton Abbey, ⚭ 1745 Frances West;
- Hon. Jane Berkeley;
- Hon. Francis Berkeley († 1757), ⚭ (1) 1720 William Byron, 4. Baron Byron, ⚭ (2) 1740 Sir Thomas Hay, 2. Baronet;
- Hon. Barbara Berkeley, ⚭ 1726 John Trevanion, Gutsherr von Caerhayes;
- Hon. Anne Berkeley († 1739), ⚭ 1737 John Cocks, MP.